# The Human Torch
The Human Torch è stata una serie a fumetti, pubblicata da Timely Comics (poi diventata Marvel Comics) dal 1940 al 1954.

## Storia editoriale
La serie è la continuazione della miniserie Red Raven Comics n. 1 (agosto 1940) della quale venne pubblicato un unico numero e pertanto la numerazione iniziò dal n. 2 e continuò così fino al n. 5.
Le storie presenti nel primo numero di Red Raven Comics furono:
- The Red Raven, realizzata da Joe Simon (storia) e Louis Cazeneuve (disegni), 17 pagine;
- The Human Top, realizzata da Dick Briefer (disegni), con note: Firmato da "Dun Barr", 10 pagine;
- Mercury in the 20th Century, realizzata da Martin Bursten (storia) e Jack Kirby (disegni), 8 pagine;
- The Death Switch, illustrata da Herbert Martin, 2 pagine;
- Comet Pierce, intitolata da Jack Kirby (disegni), 7 pagine;
- Officer O'Krime, 2 pagine;
- Magar the Mystic, Recreator of Souls, 10 pagine;
- The Eternal Brain, 8 pagine.

La serie The Human Torch pubblicò le seguenti storie:
- Torcia Umana originale dal n. 2 (1) al n.38;
- Namor dal n. 2 (1) al n.21, dal n. 23 al n. 38;
- Falcon nel n. 2(1), realizzata da Paul Reinman (disegni);
- Microman nel n. 2(1), realizzata da Harold DeLay (storia) e Paul Quinn (disegni);
- Mantor, il mago nel n. 2(1), realizzata da Al Gabriele (storia e disegni);
- Fiery Mask (La Maschera Ardente) nel n. 2(1), realizzata da Joe Simon (storia e disegni);
- Patriot nei numeri 4(3) e 5(4), realizzate da Raymond Gill (storia) e Sid Greene (disegni);
- Swoopy the Fearless dal n. 6 al n. 9, realizzata da Art Gates (storia e disegni);
- Tack, Tubby n. 8., 2 pagine, realizzata da Ray Houlihan (storia e disegni);
- Peculiar People n. 8, 2 pagine, realizzata da Basil Wolverton (storia e disegni);
- Sun Girl nel n.34 (gennaio 1949): The brain monster, di Ken Bald (disegni);
- Capitan America nel n.35 (marzo 1949): The outer world of doom, di Ken Bald (disegni).